# Myst3ry
Singles
1. Galaxy
Sortie : 24 février 2016

Myst3ry, est le second mini-album du girl group sud-coréen Ladies' Code. L'album est la première sortie du groupe depuis les décès d'EunB et RiSe. L'EP est sorti le 24 février 2016.

## Liste des pistes
| 1.    | My Flower | Lee Joo Hyung (MonoTree) | NOPARI                  | 3:07 |
| 2.    | Galaxy    | G-High, GDLO (MonoTree)  | G-High                  | 3:32 |
| 3.    | Chaconne  | Bak Ji Young             | Chu Dae Gwan (MonoTree) | 4:01 |
| 10:40 |           |                          |                         |      |

## Classement

### Album
| Pays                           | Classement           | Meilleure position |
| ------------------------------ | -------------------- | ------------------ |
| South Korea (Gaon Music Chart) | Weekly albums chart  | 14                 |
| South Korea (Gaon Music Chart) | Monthly albums chart |                    |
| South Korea (Gaon Music Chart) | Yearly albums chart  |                    |

### Singles
| Classement         | Titre    | Meilleure position |
| ------------------ | -------- | ------------------ |
| Gaon Singles Chart | "Galaxy" | 36                 |